# Robert Paige
Robert Paige (2 de dezembro de 1910 – 21 de dezembro de 1987) foi um ator, cantor, apresentador de TV e correspondente político estadunidense. Foi um dos galãs da Universal Pictures, e atuou em 88 filmes, entre cinema e televisão: ele foi o único ator que cantou no filme de 1944 com Deanna Durbin, Can't Help Singing. Era um graduado em West Point e era parente do herói da Primeira Guerra Mundial, o Almirante David Beatty, da Batalha da Jutlândia.

## Biografia
Nascido com o nome John Arthur Paige em Indianápolis, Indiana em 1911, iniciou sua carreira cinematográfica em 1934. Sua boa aparência e sua voz lhe garantiram papéis de destaque em muitos filmes, tais como Cain and Mabel, protagonizado por Clark Gable e Marion Davies. Em 1936, para evitar confusões com outro galã em ascensão, John Payne, Paige adotou eventualmente o nome David Carlyle. Seus trabalhos foram principalmente com a Warner Bros e Republic Pictures durante esse período.
Em 1938 assinou contrato com a Columbia Pictures, trocou seu nome cinematográfico para Robert Paige. A Columbia colocou-o em filmes "B" e atuou em um seriado, Flying G-Men. Quando venceu seu contrato com a Columbia, mudou para a Paramount Pictures, onde em 1941 atuou no filme de terror The Monster and the Girl, e finalmente em 1941 foi para a Universal Pictures. Robert Paige rapidamente se tornou uma das estrelas da Universal, fazendo par romântico em muitas de suas comédias e musicais, incluindo alguns de Abbott & Costello, Olsen e Johnson, Gloria Jean e Hugh Herbert, bem como numerosos musicais B, muitas vezes ao lado de Grace McDonald. Ironicamente, ele é mais lembrado por seu papel no clássico filme de terror de 1943, Son of Dracula. Paige deixou a Universal após uma reorganização corporativa em 1946. Produziu um único filme, em 1949, "The Green Promise", filme em que também atuou.
Paige se tornou pordutor cinematográfico independente em 1947, e entrou para o campo da televisão. Ele foi o último anfitrião permanente da série de variedades da NBC The Colgate Comedy Hour, e ganhou um Emmy em 1955 por melhor personalidade masculina (uma categoria que não existe mais). Na década de 1960, ele se tornou um apresentador de TV em Los Angeles at KABC-TV, Channel 7.
Paige continuou trabalhando em filmes eventualmente até 1963; seus dois últimos filmes foram The Marriage-Go-Round (1961) e Bye Bye Birdie (1963). De 1966 a 1970 Paige foi um jornalista e político correspondente da ABC News em Los Angeles. Ele saiu dos noticiários para se tornar Supervisor adjunto do Los Angeles sob Baxter Ward e em seguida, mudou-se para o campo de relações públicas. Ele se aposentou no final de 1970.
Na música, participou da trilha sonora de vários filmes, tais como Cain e Mabel em que cantou "I'll Sing You a Thousand Love Songs" (1936), mas não recebeu créditos, além de oito outros filmes, entre eles "Dancing on a Dime" (1940, “Nas Asas da Dança”), "Hi, Buddy" (1943, “Heróis de Arrabalde”) e "Can't Help Singing" (1944, “Vivo para Cantar”), esse último ao lado de Deanna Durbin.

## Vida pessoal e morte
Paige foi casado três vezes. O primeiro casamento foi com Betty Henning de 1940 a 1960, quando se divorciaram. Seu segundo casamento foi com Joanne Ludden, de 1962 até 1977, quando se divorciaram. Tiveram um filho. Seu terceiro casamento foi com Maxine Lorraine Hoppe, de 1985 até sua morte, em 1987.
Robert Paige morreu subitamente de uma aneurisma da aorta em 1987, aos 76 anos. Está sepultado no Holy Cross Cemetery, em Culver City, Los Angeles, Califórnia, ao lado de sua última esposa, Maxine Lorraine Hoppe.
Sua única filha, que nasceu quando ele tinha 50 anos, é Colleen Paige é uma expert em animais de estimação, e é autora e fundadora do National Dog Day. Ela atualmente reside em Los Angeles, na Califórnia, com sua família e um zoológico de animais de estimação.

## Filmografia
| - Bye Bye Birdie (1963) - The Barbara Stanwyck Show (1 episódio, 1961) - The Marriage-Go-Round (1961) - The Millionaire (1 episódio, 1960) - It Happened to Jane (1959) - The Big Payoff (1957-1959) - Bride and Groom (1951) TV Series (1957–58) - The Colgate Comedy Hour (4 episódios, 1955) - The Pepsi-Cola Playhouse (4 episódios, 1953-1954) - Four Star Playhouse (1 episódio, 1954) - Cavalcade of America (1 episódio, 1953) - Lux Video Theatre (1 episódio, 1953) - Abbott and Costello Go to Mars (1953) - Split Second (1953) - The Schaefer Century Theatre (2 episódios, 1952) - The Unexpected (1 episódio, 1952) - Fireside Theatre (1 episódio, 1952) - Gruen Guild Playhouse (1 episódio, 1952) - Out There (1 episódio, 1951) - The Green Promise (1949) - Blonde Ice (1948) - The Flame (1947) - The Red Stallion (1947) - Tangier (1946) - Shady Lady (1945) - Can't Help Singing (1944) - Her Primitive Man (1944) - Golden Gloves (1944) - Son of Dracula (1943) - Crazy House (1943) (não-creditado) - Fired Wife (1943) - Frontier Badmen (1943) - Get Going (1943) - Mister Big (1943) - What We Are Fighting For (1943) - Cowboy in Manhattan (1943) - Keep 'Em Slugging (1943) (com imagens de arquivo de Hi'Ya, Chum) - Hi, Buddy (1943) - Hi'Ya, Chum (1943) - How's About It (1943) - Get Hep to Love (1942) - Pardon My Sarong (1942) | - Almost Married (1942) - You're Telling Me (1942) - What's Cookin'? (1942) - Jail House Blues (1942) - Don't Get Personal (1942) - Hellzapoppin' (1941) - Melody Lane (1941) - San Antonio Rose (1941) - The Flame of New Orleans (1941) (não-creditado) Narrador - The Monster and the Girl (1941) - Dancing on a Dime (1940) - Golden Gloves (1940) - Opened by Mistake (1940) - Parole Fixer (1940) - Women Without Names (1940) - Emergency Squad (1940) - First Love (1939) (não-creditado) - Death of a Champion (1939) - Flying G-Men (1939) - Homicide Bureau (1939) - The Last Warning (1938) - I Stand Accused (1938) - The Lady Objects (1938) - Highway Patrol (1938) - The Main Event (1938) - There's Always a Woman (1938) - When G-Men Step In (1938) - Who Killed Gail Preston? (1938) - The Kid Comes Back (1938) (como David Carlyle) - Sergeant Murphy (1938) - Talent Scout (1937) - Meet the Boyfriend (1937) (como David Carlyle) - Rhythm in the Clouds (1937) - The Cherokee Strip (1937) (como David Carlyle) - Melody for Two (1937) (não-creditado) - Once a Doctor (1937) (como David Carlyle) - Smart Blonde (1937) (como David Carlyle) - Cain and Mabel (1936) (como David Carlyle) - Hearts in Bondage (1936) (não-creditado) (como David Carlyle) - Annapolis Farewell (1935) (não-creditado) - Crime of Helen Stanley (1934) (não-creditado) - You Can't Buy *Everything (1934) (não-creditado) |